# Microsynodontis nannoculus
Microsynodontis nannoculus es una especie de peces de la familia Mochokidae en el orden de los Siluriformes.

## Morfología
Los machos pueden llegar alcanzar los 3,9 cm de longitud total.

## Hábitat
Es un pez de agua dulce.

## Distribución geográfica
Habita en el río Kyé, un afluente del río Campo, Río Muni (Guinea Ecuatorial), en África.